# Forsakar
Forsakar is een ravijn en natuurreservaat in het oostelijk deel van de Linderödsåsen, in de buurt van Degeberga in de gemeente Kristianstad in de Zuid-Zweedse provincie Skåne län. Er zijn twee watervallen in het gebied te vinden, de bovenste waterval heeft een val hoogte van 7,4 meter recht naar beneden en de onderste waterval een val hoogte van 10,6 meter. Het natuurreservaat is opgericht in 1928 en heeft een oppervlakte van 2,5 hectare. De 40 meter diepe en 750 meter lange Forsakar ravijn loopt van oost naar west en is ontstaan door erosie in een aantal ijstijden.
De vegetatie in de ravijn bestaat vooral uit beuken. Langs het riviertje dat door de ravijn groeien vooral de bomen: els, es, ruwe iep en de haagbeuk. Langs de rivier leven vogelsoorten als de: waterspreeuw, grote gele kwikstaart en het winterkoninkje. In het beukenbos leven onder andere de fluiter, appelvink, bosuil en de kleine bonte specht. 